# Kanton Aurec-sur-Loire
Kanton Aurec-sur-Loire (fr. Canton d'Aurec-sur-Loire) je francouzský kanton v departementu Haute-Loire v regionu Auvergne. Tvoří ho pouze jediná obec Aurec-sur-Loire.